# Calymmodon pseudoclavifer
Calymmodon pseudoclavifer är en stensöteväxtart som beskrevs av Barbara S. Parris. Calymmodon pseudoclavifer ingår i släktet Calymmodon och familjen Polypodiaceae. Inga underarter finns listade.